# Lazard
Lazard è una banca d'affari di origine statunitense, molto radicata anche in Europa. Nonostante le sue dimensioni relativamente piccole (per cui è spesso stata definita una “boutique finanziaria”, piccola ma di lusso), grazie alla sua antica tradizione, è una delle banche d'affari più attive nella consulenza (advising) alle imprese per le operazioni di fusione ed acquisizione. Lazard si è sempre contraddistinta per la sua riservatezza e per la scelta di concentrarsi su clienti di grandi dimensioni. Lazard è attiva anche nell'asset management (gestione degli investimenti).
Quotata alla Borsa di New York (NYSE), è la più grande banca d'investimento indipendente del mondo, con i principali uffici esecutivi a New York, Parigi e Londra.
Lazard è stata fondata nel 1848 e opera da 41 città in 26 paesi in Nord America, Europa, Asia, Australia e America centrale e meridionale.  L'azienda fornisce consulenza su fusioni e acquisizioni, questioni strategiche, ristrutturazione e struttura del capitale, raccolta di capitali e finanza aziendale, nonché servizi di gestione patrimoniale a società, partnership, istituzioni, governi e privati.

## Storia
Fu fondata da tre fratelli ebrei della Lorena, in Francia, emigrati negli Stati Uniti nel 1848: Alexandre Lazard, Lazare Lazard e Simon Lazard. La loro attività era originariamente quella del commercio dalla Francia (merceria, ferramenta, negozi di alimentari, ecc.). I fratelli, raggiunti da un quarto fratello, Élie Lazard, e dal cugino Alexandre Weill, si stabilirono poco dopo a San Francisco (California), nel periodo della "corsa all'oro". È stato immagazzinando l'oro dei pionieri, poi organizzando i trasferimenti di oro dai pastori baschi alle loro famiglie in Francia e infine finanziando occasionalmente i clienti che Lazard Frères si è orientato verso i servizi finanziari.
Nel 1854 Alexandre Lazard si trasferì a Parigi dove aprì un ufficio tramite il quale la Lazard poté prestare i suoi servizi anche al governo francese. Nel 1877 venne aperto l'ufficio di Londra e poi a New York oltre a quello di San Francisco. La banca Lazard occupò rapidamente un posto predominante nei trasferimenti di oro e nei mercati valutari transatlantici, diventando così il fulcro tra gli ambienti economici francesi e americani. In quegli anni ai fratelli Lazard si unì come socio il cugino Alexandre Weill, il quale, essendo l'unico con eredi maschi, trasmise alla sua famiglia la proprietà della banca, nella quale ancora oggi i suoi discendenti (con il cognome David-Weill) detengono un'influenza determinante.

### Tre Case di Lazard
Per più di un secolo Lazard non è stata un'unica entità, ma suddivisa tra società distinte corrispondenti ai suoi tre principali uffici e gestite in modo indipendente sebbene alleate:
- a Parigi, Lazard Frères & Cie., la sede sotto la diretta influenza degli esponenti della famiglia David-Weill;
- a New York, Lazard Frères & Co., relativamente più autonoma dai David-Weill e dominata da partner carismatici come André Meyer e Felix Rohatyn; il consulente finanziario George Blumenthal salì alla ribalta come capo della filiale statunitense di Lazard Frères e diventò socio di Lazard Frères in Francia;[6]
- a Londra, Lazard Brothers, che fino al 1984 fu posseduta dal gruppo inglese Pearson (editore della rivista Economist e del Financial Times).

Le tre “branche” erano organizzate in modo simile agli studi professionali, con la presenza di partner od “associati” che partecipavano alla distribuzione degli utili, ma non in modo proporzionale al capitale posseduto: azionisti dominanti erano, tramite alcune finanziarie quotate in borsa, gli esponenti della famiglia David-Weill. L'attività principale di Lazard era quella di consulenza, ma essa assumeva anche partecipazioni nel capitale di aziende clienti, come avvenne per Danone, Pearson e Generali.
Nel boom economico successivo alla seconda guerra mondiale, le attività americane di Lazard si espansero notevolmente sotto la guida del finanziere André Meyer  A Meyer e al partner di Lazard Felix Rohatyn è stato attribuito il merito di aver virtualmente inventato il moderno mercato delle fusioni e acquisizioni (M&A).. “Per molti, Lazard è la casa che ha inventato l'investment banking moderno, quello delle fusioni e acquisizioni” ha scritto Martine Orange. Lazard intervenne in particolare su operazioni emblematiche come il fallimento di New York nel 1975, ma anche su crisi sovrane come quella della Grecia.
Nel 1953, Lazard Investors Ltd avviò un'attività di gestione patrimoniale a Londra, che diede origine all'odierna Lazard Asset Management.

### La riunificazione
La struttura “bizantina” di Lazard fu messa in discussione a partire dagli anni '90, quando molte merchant banks sue concorrenti furono acquisite da banche “universali”: Lazard si trovò quindi in concorrenza con soggetti molto più grandi e con una presenza molto più capillare nel mondo, e cominciò a perdere terreno nelle classifiche internazionali sugli accordi di fusione ed acquisizione trattati. Così, nel 1977, quando la salute di Meyer cominciò a deteriorarsi, la società passò sotto il controllo di Michel David-Weill. Sotto la sua guida, le tre case di Lazard furono formalmente unite nel 2000 come Lazard LLC.
Con la riunificazione delle tre “case” Lazard in un'unica società, si è modificato anche l'assetto proprietario di Lazard. La famiglia David-Weill ed altri partner di Lazard detenevano il controllo di alcune finanziarie (come Eurafrance ed Azeo) che servivano sia per detenere quote nella stessa Lazard sia come veicolo di investimento in altre aziende. Nel quadro della semplificazione del gruppo Lazard, Eurafrance ed Azeo furono fuse a formare Eurazeo. Eurazeo è uno dei maggiori azionisti di Lazard, e a sua volta tra i suoi azionisti vi sono:
- la holding SCHP, che rappresenta le famiglie David-Weill e Benheim;
- le banche UBS e Crédit Agricole.

A differenza delle società da cui ha avuto origine, Eurazeo non è però semplicemente un veicolo di investimento in Lazard, ma un vero e proprio fondo di private equity; infatti detiene sì quote azionarie “storiche” che erano di Lazard, come quelle in Danone ed in Pearson, ma negli anni ha effettuato nuovi investimenti in aziende come:
- Fraikin, società di leasing e noleggio di furgoni, ceduta da FIAT nel 2002;
- Rexel, distributore di materiale elettrico;
- Banca Leonardo, merchant bank fondata da Gerardo Braggiotti, ex partner di Lazard.

Nel 2002, David-Weill ha assunto Bruce Wasserstein come amministratore delegato. Lazard è diventata una società per azioni nel 2005, con quasi due terzi delle sue azioni possedute da dipendenti attuali ed ex. Wasserstein ne divenne il primo presidente e amministratore delegato. In connessione con l'offerta pubblica iniziale (IPO), Lazard ha scorporato la sua attività di broker-dealer, Lazard Capital Markets. Dopo la morte di Wasserstein nel 2009, il consiglio di amministrazione di Lazard ha eletto Kenneth M. Jacobs presidente e amministratore delegato.
Alla fine del 2021 Lazard ha investito in una banca d'investimento startup, Independence Point Advisors. Il 26 maggio 2023, l'azienda ha annunciato che Peter R. Orszag, CEO di Financial Advisory, era stato eletto all'unanimità dal suo Consiglio per ricoprire la carica di amministratore delegato di Lazard a partire dal 1º ottobre 2023.
La società quotata in borsa Lazard Ltd si è convertita in una C-Corporation statunitense a partire dal 1º gennaio 2024 e ha cambiato il suo nome da Lazard Ltd a Lazard, Inc.

## Lazard in Italia
Lazard ha in Italia una filiale, a Milano. La conoscenza tra André Meyer (partner di Lazard a New York) ed Enrico Cuccia ha portato ad una lunga collaborazione tra Mediobanca e Lazard, che fu presente nel capitale di Mediobanca fin dalla sua quotazione in borsa, nel 1958. Andrè Meyer rappresentò a lungo Lazard nel consiglio d'amministrazione di Mediobanca, sostituito poi da Antoine Bernheim, vicepresidente di Mediobanca dal 1988 e, successivamente, presidente di Generali. Nelle Generali Lazard fu presente dagli anni '70 fino al 2001, con una quota del 4,73%, detenuta attraverso Euralux, finanziaria con sede in Lussemburgo.

## Presidenti del consiglio di amministrazione
- Alexandre Lazard, Elie Lazard et Simon Lazard
- Alexandre Weill
- David David-Weill
- Pierre David-Weill : -1977
- Raymond Philippe
- André Meyer
- Michel David-Weill : 1977-2001
- Bruce Wasserstein : 2001-2009
- Kenneth M. Jacobs : 2009-2023
- Peter Orszag: da maggio 2023[23]